# Sueños...La Rondalla Venezolana con los niños
Sueños...La Rondalla Venezolana con los niños es el cuadragésimo álbum de estudio de la agrupación venezolana Rondalla Venezolana y el único grabado por este conjunto especialmente para el público infantil venezolano.

## Historia
Durante el año 2015, surgió la idea en la Rondalla Venezolana de realizar un disco de música infantil pero sin acompañar a artistas conocidos. Para ello, se aprovechó el hecho de que José Ford, integrante de la agrupación, era para ese año, director de la Coral Infantil de la Escuela Nacional Bolivariana “Tácata”  en Los Teques, Estado Miranda de la cual forma parte su hija Fabiola Ford. De este grupo infantil, fueron usados los talentos tanto de esta niña, como de otras tres integrantes de dicho grupo. Por otro lado, la agrupación se puso de acuerdo, para acompañarla en algunos de los temas del álbum, con la soprano venezolana Inés Arellano, quien es profesora de técnica vocal del núcleo de la ciudad de San Antonio de Los Altos del Sistema de Orquestas y Coros Infantiles y Juveniles de Venezuela. 
Luego, se procedió entonces a la selección de diez temas típicos e infantiles de origen venezolano y extranjero. El trabajo final fue grabado en "Estudios Fidelis", empresa caraqueña, usada habitualmente por el grupo en sus anteriores álbumes. La producción fue respaldada por la empresa "Producciones Palacio PR", bajo cuyo sello se empezó a distribuir la grabación tanto en formato de disco compacto como pistas digitales individuales.

## Detalle de las pistas
| N.º | Título                                       | Letras                                                    | Música           | Escritor(es)              | Duración |  |
| 1.  | «Crepúsculo coriano»                         |                                                           |                  | Rafael Sánchez López      | 3:11     |  |
| 2.  | «Quedate Sentadita»                          |                                                           |                  | Hugo Blanco               | 3:05     |  |
| 3.  | «En Mi Pueblo los Niños Ya No Pintan Flores» |                                                           |                  | Hugo Blanco               | 4:14     |  |
| 4.  | «Sueños»                                     |                                                           |                  | Pedro Herrero             | 2:55     |  |
| 5.  | «Sobre un arcoíris (Over the rainbow)» ()    |                                                           | Harold Arlen     | Edgar Yipsel Harburg      | 3:24     |  |
| 6.  | «Regalame una Estrellita»                    |                                                           |                  | Hugo Blanco               | 2:34     |  |
| 7.  | «La soledad (Happy)» ()                      | Versión en español: Carlos Pérez Cancio "Carlos Céspedes" | Michel Legrand   | William "Smokey" Robinson | 3:15     |  |
| 8.  | «La Boda de las Hormiguitas»                 |                                                           |                  | Hugo Blanco               | 2:57     |  |
| 9.  | «Duerme»                                     | Gabriel Luna de la Fuente                                 | Miguel Prado Paz |                           | 3:12     |  |
| 10. | «Ingenua (Dumbi-Dumbi)»                      |                                                           |                  | Luis Cruz                 | 3:06     |  |